# Kima atra
Kima atra là một loài nhện trong họ Salticidae.
Loài này thuộc chi Kima. Kima atra được Wanda Wesołowska & Anthony Russell-Smith miêu tả năm 2000.